# Глэсспоул, Флоризель
Сэр Флоризель Огастус Глэсспоул (англ. Florizel Augustus Glasspole, ON, GCMG, GCVO, CD; 25 июля 1909, Кингстон, Ямайка — 25 ноября 2000, там же) — ямайский государственный деятель, генерал-губернатор Ямайки (1973—1991).

## Биография
Родился в семье священнослужителя методистской церкви. В 1926 году окончил Вольмерскую школу для мальчиков. Поступив на государственную службу, работал в государственной земельной регистрационной службе, затем — в главном почтовом отделении.
В 1930 году начал заочное обучение в шотландской школе бухгалтерского учета. В том же готу начал работать бухгалтером в приходе Св. Фомы; в 1932 году перешёл на работу бухгалтером в торговую фирму SN Shoucair.
Постепенно включился в общественно-политическую жизнь, был одним из основателей Ассоциации Объединенных бухгалтеров Ямайки, активно боролся за сокращение рабочей недели бухгалтеров с 60 до 45 часов. Выступил одним из учредителей Национальной ассоциации реформ (National Reform Association), став её ведущим представителем. В 1939 году был избран генеральным секретарем Федерации профсоюзов Ямайки, занимая этот пост до 1952 года. Одновременно возглавлял ряд отраслевых профсоюзных организаций. После роспуска Федерации профсоюзов в 1952 году возглавил новую организацию — Национальный союз трудящихся, генеральным секретарем которой оставался до 1955 года.
В 1938 году стал одним из основателей Народной Национальной партии (ННП), в 1944 году был избран членом Палаты представителей. Переизбирался депутатом до 1973 года. Также являлся секретарём парламентской фракции ННП.
- 1955—1957 годы — министр труда и председатель Исполнительного комитета Ямайки в Парламентской ассамблее Содружества Наций. В 1956 году, после визита в США, выступил инициатором программы репатриации. Он также сумел остановить несколько всеобщих забастовок и подготовить законопроект по регистрации туристических агентов,
- 1957—1962 годы — министр образования, на этом посту ввёл единый университетский вступительный экзамен (Common Entrance Examination).

В 1972—1973 году вновь занимал пост министра образования.
В 1973—1991 годы — генерал-губернатор Ямайки.
В 1981 году был возведён королевой Елизаветой II в рыцарское достоинство.